# Cryptanthus pseudopetiolatus
Cryptanthus pseudopetiolatus är en gräsväxtart som beskrevs av Philcox. Cryptanthus pseudopetiolatus ingår i släktet Cryptanthus, och familjen Bromeliaceae. Inga underarter finns listade i Catalogue of Life.